# 文蛺蝶屬
文蛺蝶屬（Cruiser，學名：Vindula）是蛺蝶科釉蛺蝶亞科中的一個屬。分佈於東南亞和澳洲。其物種都是兩性異形，即同一種蝴蝶的不同性別翅膀會有不同的花紋。幼蟲取食西番蓮科植物。

## 物種
- 指名文蛺蝶 Vindula arsinoe Cramer 1777
- 台文蛺蝶 Vindula dejone Erichson 1834
- 文蛺蝶 Vindula erota Fabricius 1793
- 白斑文蛺蝶 Vindula sapor Godman & Salvin 1888